# Son istmeño
 (novembre 2022).
La mise en forme du texte ne suit pas les recommandations de Wikipédia : il faut le « wikifier ».
Les points d'amélioration suivants sont les cas les plus fréquents. Le détail des points à revoir est peut-être précisé sur la page de discussion.
- Les titres sont pré-formatés par le logiciel. Ils ne sont ni en capitales, ni en gras.
- Le texte ne doit pas être écrit en capitales (les noms de famille non plus), ni en gras, ni en italique, ni en « petit »…
- Le gras n'est utilisé que pour surligner le titre de l'article dans l'introduction, une seule fois.
- L'italique est rarement utilisé : mots en langue étrangère, titres d'œuvres, noms de bateaux, etc.
- Les citations ne sont pas en italique mais en corps de texte normal. Elles sont entourées par des guillemets français : « et ».
- Les listes à puces sont à éviter, des paragraphes rédigés étant largement préférés. Les tableaux sont à réserver à la présentation de données structurées (résultats, etc.).
- Les appels de note de bas de page (petits chiffres en exposant, introduits par l'outil «  Source ») sont à placer entre la fin de phrase et le point final[comme ça].
- Les liens internes (vers d'autres articles de Wikipédia) sont à choisir avec parcimonie. Créez des liens vers des articles approfondissant le sujet. Les termes génériques sans rapport avec le sujet sont à éviter, ainsi que les répétitions de liens vers un même terme.
- Les liens externes sont à placer uniquement dans une section « Liens externes », à la fin de l'article. Ces liens sont à choisir avec parcimonie suivant les règles définies. Si un lien sert de source à l'article, son insertion dans le texte est à faire par les notes de bas de page.
- La présentation des références doit suivre les conventions bibliographiques. Il est recommandé d'utiliser les modèles {{Ouvrage}}, {{Chapitre}}, {{Article}}, {{Lien web}} et/ou {{Bibliographie}}. Le mode d'édition visuel peut mettre en forme automatiquement les références.
- Insérer une infobox (cadre d'informations à droite) n'est pas obligatoire pour parachever la mise en page.

Pour une aide détaillée, merci de consulter Aide:Wikification.
Si vous pensez que ces points ont été résolus, vous pouvez retirer ce bandeau et améliorer la mise en forme d'un autre article.
Le son istmeño est un genre musical pratiqué dans la région de l'isthme de Tehuantepec, à l'ouest de l'état mexicain de Oaxaca. Il s'agit d'une musique ternaire, comme la valse. L'instrumentation traditionnelle rassemble la guitare, le requinto (petite guitare) et le bajoquinto. Le marimba, d'introduction plus récente recule néanmoins devant le retour des trios traditionnels et de bandas en villes (Union Hidalgo, Juchitán de Saragosse et Saint-Domingue Tehuantepec) .

Une des caractéristiques principales du son istmeño est la versification en langue zapotèque (Son Bigu), majoritaire dans sa zone d'origine. On trouve aussi d'autres compositions en castillan, ou des versions bilingues (El Féo/ la Paguinita).
Tu sortais du temple un jour, llorona, lorsque je t'ai vu passer. 
Le huipil que tu portais était si beau, llorona, que  j'ai cru voir la Vierge... 

(La Llorona, son istmeño populaire) .
Le style romantique domine aujourd’hui , alors que les pièces grivoises, jugées plus grossières disparaissent. Chavela Vargas a ainsi interprété la Llorona dès sa jeunesse (épisode Frida Kahlo) puis d'une manière terrible vers la fin de sa vie.
C'est le genre musical principal de la région joué lors des mariages, foires et fêtes religieuses.
Parmi les son istmeño les plus connus : La Llorona, La Sandunga, El Féo/ la Paguinita. 
Parmi les interprètes les plus connus on peut citer la Banda Princesse Donají, le Trio Xavizende, Mario López, el Viejo Lucuxu et Natalia Cruz, "la voz del Istmo", chanteuse zapoteque contemporaine qui a plus diffusé le son istmeño traditionnel. Récemment, des interprètes internationaux tel Lila Downs, Suzanna Harp ont arrangé et interprété le son istmeño avec des instrumentations diverses, depuis les  bandas aux formations plus traditionnelles en passant par des formations de concert électriques modernes. Suzanna Harp en a ainsi adapté pour des orchestres de cuivres (Album Mi Tierra I).

## Extraits deLa tortuga (son Bigu)
La tortuga (son Bigu) est un son très connu, une chanson populaire qui évoque la capture de tortues et ses œufs dans le Golfe de Tehuantepec. L'original est en zapotèque, mais il existe des versions en castillan.
| paroles en zapoteco ¡Ay, ay, bigu xi pé scarú jma pa ñacame guiiñado' jma pa ñoome ndaani' zuquii nanixe' ñahuaa laame yanna dxi! | Traducción al español Ay, ay, tortuga, qué linda pero mejor en un mole pero mejor asada en un horno qué rico sí me la comiera hoy! | Traduction en Français Ay, ay, la Tortue,Comme c'est bon Mais meilleur dans la "mole" Mais meilleur cuite au four Ce serait délicieux si j'en mangeais aujourd'hui ! |